# Sindrome di Börjeson-Forssman-Lehmann
La sindrome di Börjeson-Forssman-Lehmann (BFLS) è una rara malattia genetica che causa disabilità intellettiva, obesità e difetti di crescita.

## Sintomi
Alcuni sintomi della BFLS sono evidenti sin dalla nascita, ma si sviluppano nel tempo. I bambini con BFLS nascono con peso normale ma hanno ipotonia muscolare e difficoltà di alimentazione. Con il progredire dello sviluppo, diventano evidenti disabilità intellettive da moderate a gravi e ritardi nello sviluppo.
Oltre alla disabilità intellettiva, il sistema nervoso centrale delle persone colpite mostra altri sintomi, tra cui la compromissione della vista (cataratta e ipermetropia, in particolare) e il nistagmo. I disturbi della vista possono svilupparsi prima dei 30 anni. Anche il sistema nervoso periferico può essere influenzato dalla polineuropatia. Alcuni individui possono avere problemi psichiatrici, più comunemente disturbi d'ansia, depressione, disturbi comportamentali e ipersessualità.
L'aspetto degli individui affetti è caratteristico, con ptosi, orecchie grandi, cresta sopraorbitale, bassa statura (in circa la metà degli individui affetti), ginecomastia, depositi di grasso addominale, guance e palpebre gonfie, dita corte e affusolate. Possono anche essere presenti cifosi o scoliosi.
Anche il sistema genito-urinario è influenzato dalla BFLS; i testicoli dei bambini affetti mostrano spesso ipogonadismo e criptorchidismo. Il diabete è stato diagnosticato in diversi casi.
Non sono comuni perdita dell'udito, epilessia, labbro leporino, leucemia linfoblastica acuta acuta a cellule T, malattia di Legg-Calvé-Perthes e ipopituitarismo.
Le persone con cromosomi XX sono generalmente portatrici della malattia e mostrano pochi, se non tutti i sintomi - se colpiti, possono avere obesità, polineuropatia e/o lieve disabilità intellettiva.

## Fisiopatologia
La BFLS è una malattia genetica recessiva legata al cromosoma X causata da mutazioni del PHF6, un gene che codifica per una proteina del dito di zinco coinvolta nella crescita cellulare. Le mutazioni puntiformi portano a forme meno gravi della malattia rispetto alla perdita di mutazioni funzionali o eliminazioni. È altamente espresso durante lo sviluppo della ghiandola pituitaria, del viso e del cervello. Si verifica principalmente nelle persone con cromosomi XY perché è presente una sola copia del cromosoma X e pertanto l'unica copia di PHF6 è la copia mutata.

## Diagnosi
La diagnosi definitiva di BFLS viene effettuata con un test genetico, sebbene si possa sospettare che ci siano diverse persone in una famiglia che mostrano i sintomi caratteristici. L'imaging a risonanza magnetica, l'elettroencefalografia e l'elettroneuronografia possono essere utilizzati per valutare la gravità della malattia. Le mutazioni nel gene PHF6 hanno dimostrato di essere la causa di questa condizione.
Altre malattie che potrebbero dover essere distinte dalla BFLS includono la sindrome di Prader – Willi, la sindrome di Coffin – Lowry, la sindrome di Klinefelter, la sindrome di Wilson – Turner, la sindrome di Bardet–Biedl, la sindrome di Smith–Fineman–Myers (sindrome di Chudley-Lowry) e Sindrome di Coffin-Siris.

## Trattamento
Non esiste una cura per la BFLS, ma i suoi sintomi possono essere gestiti con chirurgia e farmaci. La chirurgia è usata per trattare il criptorchidismo e il palatoschisi, mentre i farmaci sono usati per trattare l'epilessia che può derivare dalla condizione.

## Prognosi
Sebbene i bambini colpiti possano avere gravi ritardi nello sviluppo, in genere imparano a camminare tra i 4 e i 6 anni. La disabilità intellettuale nelle persone colpite non peggiora nel tempo; alcune persone colpite vedono i loro sintomi diventare meno gravi con il passare del tempo.

## Epidemiologia
La BFLS è estremamente rara, con solo circa 50 persone diagnosticate dalla sua scoperta nel 1962. Come per altre malattie legate al cromosoma X, si verifica soprattutto nei maschi; le poche femmine a cui è stata diagnosticata la malattia presentavano difetti di inattivazione del cromosoma X.

## Storia
La BFLS è stata descritta per la prima volta nel 1962 dai medici dai quali prende il nome.